# Distrito de Chinchaypujio
El distrito de Chinchaypujio (del quechua Chinchaypukyu, "manantial del Este"; coloquialmente "Chincha") es uno de los nueve que conforman la provincia de Anta, ubicada en el departamento del Cuzco, en el Sur del Perú.  Su capital, Chinchaypujio, ubicado a dos horas por carretera de la ciudad del Cuzco tiene un mercado semanal (Mercado Ferial) y la sede del gobierno regional. El distrito contiene a nueve comunidades: Chinchaypujio, Ocra, Paucarccoto, Parcotica, Huaccahualla, Huancancalla, Sumaru, Pantipata y Huamumayo. En su parte más meridional, el río Apurímac cruza el distrito; una importante carretera comercial que conecta el Departamento de Cuzco con el Departamento de Apurímac atraviesa todo el distrito de norte a sur.
La provincia de Anta, desde el punto de vista de la jerarquía eclesiástica, está comprendida en la arquidiócesis del Cuzco.

## Historia
Oficialmente, el distrito de Chinchaypujio fue creado el 1 de octubre de 1941 mediante Ley 9394 dada en el primer gobierno del Presidente Manuel Prado Ugarteche.

## Geografía
La capital es el poblado de Chinchaypujio, situado a 3 075 m s. n. m.
El distrito de Chinchaypujio tiene una altitud de 2000 m de sur a norte; por lo tanto, el distrito alberga múltiples zonas climáticas. En el sur, el río Apurímac corre a 2200 m de altitud donde se puede cultivar Plátano Isla Maleño y otras frutas tropicales, en el norte, el pico Wintanayuq se encuentra a aproximadamente 4.200 m (13.800 pies), por encima de la línea de árboles. Otras montañas se enumeran a continuación:
- Aqu Qalla
- Iskay Patayuq
- Kunka Waylla
- Kuntur Marka
- Kuyuq
- Mawk'a Llaqta
- Puma Pata
- Qucha Pampa
- Quyllu Wank'a
- Quyllur Q'asa
- Q'usñi Pata
- Saqsa Urqu
- Sayaq Rumi
- Silla Pallqa
- Warankuyuq
- Wikuntuniyuq
- Willka Pampa
- Yana
- Yura Qaqa

## Agricultura

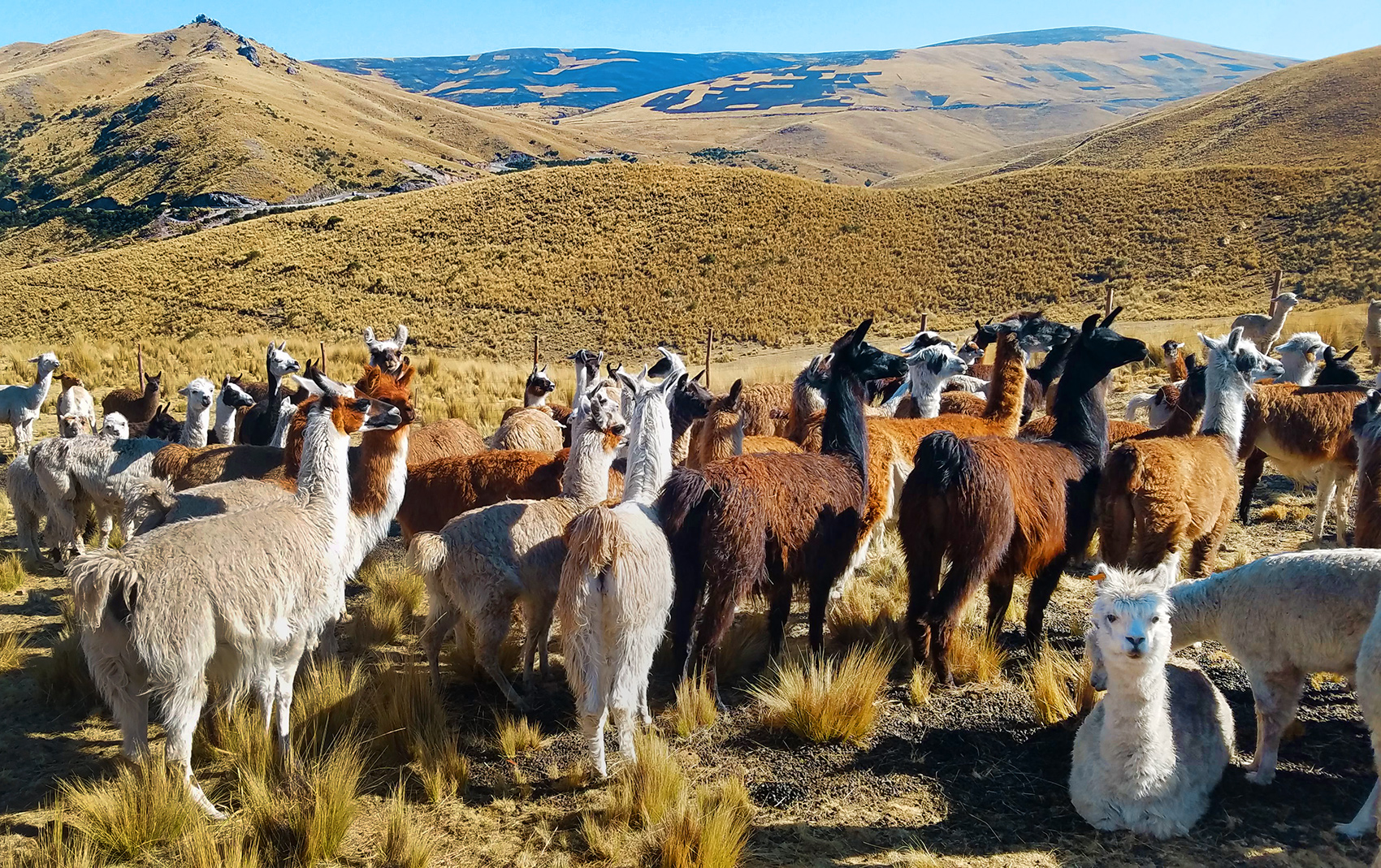
Llamas y Alpacas en Chinchaypujio, esperando ser conducidos a sus tierras de pastoreo.

La cultura local está fuertemente moldeada por sus actividades agrarias y de pastoreo por parte de las familias de agricultores, que representan la mayoría de la economía local. Los animales pastoreados en las tierras altas de Chinchaypujio son las llamas y alpacas autóctonas de la región, así como ovejas, vacas, pollo y caballos importados. Los pastizales a menudo están a más de una hora de la granja o del corral de pastoreo; la mayoría de los pastores locales necesitan hacer dos viajes de ida y vuelta por día para llevar a los animales hacia y desde los pastizales.
En las tierras altas, los cultivos se cultivan en una variedad de campos inclinados y planos. En su mayoría son plantas de tubérculos, aproximadamente 40 especies de papas (Olluco, Maswa y Añu, entre otras). Los cultivos secundarios incluyen quinua, trigo, frijoles, tarwi y cebada. El terreno accidentado hace que el uso de la agricultura mecanizada sea imposible en muchas áreas, por lo que los campos son tradicionalmente arados por el trabajo humano solo o con la ayuda de caballos. La harina generada por parte de la cosecha se usa en una bebida de desayuno endulzada tradicional, similar a la avena, que a veces se mezcla con café. Una bebida popular producida localmente es Chicha, una cerveza de maíz dulce.
En la cuenca de Apurimac y las tierras bajas adyacentes, las temperaturas más altas permiten las plantaciones de plátanos, papayas, paltas y otros cultivos más tropicales para la agricultura.

## Cultura
En Chinchaypujio se celebran muchas festividades durante todo el año, muchas de ellas con desfiles y bailes con trajes coloridos. Detrás de cada tipo de vestuario y personaje en el desfile hay involucrada una historia, a menudo una respuesta a eventos trágicos en forma de un disfraz que parodia al predecesor histórico. Muchos de los bailes son sincréticos entre los rituales quechuas y el catolicismo. Cada compañía de danza se organiza, representa un tipo de vestuario y está dirigida por un Caporal y un presidente.
Las comunidades de Chincha están activamente comprometidas con la protección de su patrimonio quechua, natural y agrícola, como los esfuerzos de Ocra por preservar el conocimiento ancestral. En una competencia entre 14 países de América Latina con 300 nominaciones, un proyecto de Chinchaypujio ganó el premio CRESPIAL por "Proteger [su] Patrimonio Cultural Inmaterial" en 2014 por la Cultura y los Derechos Indígenas de la Municipalidad Distrital de Chinchaypujio.

### Trajes y bailes en Chinchaypujio

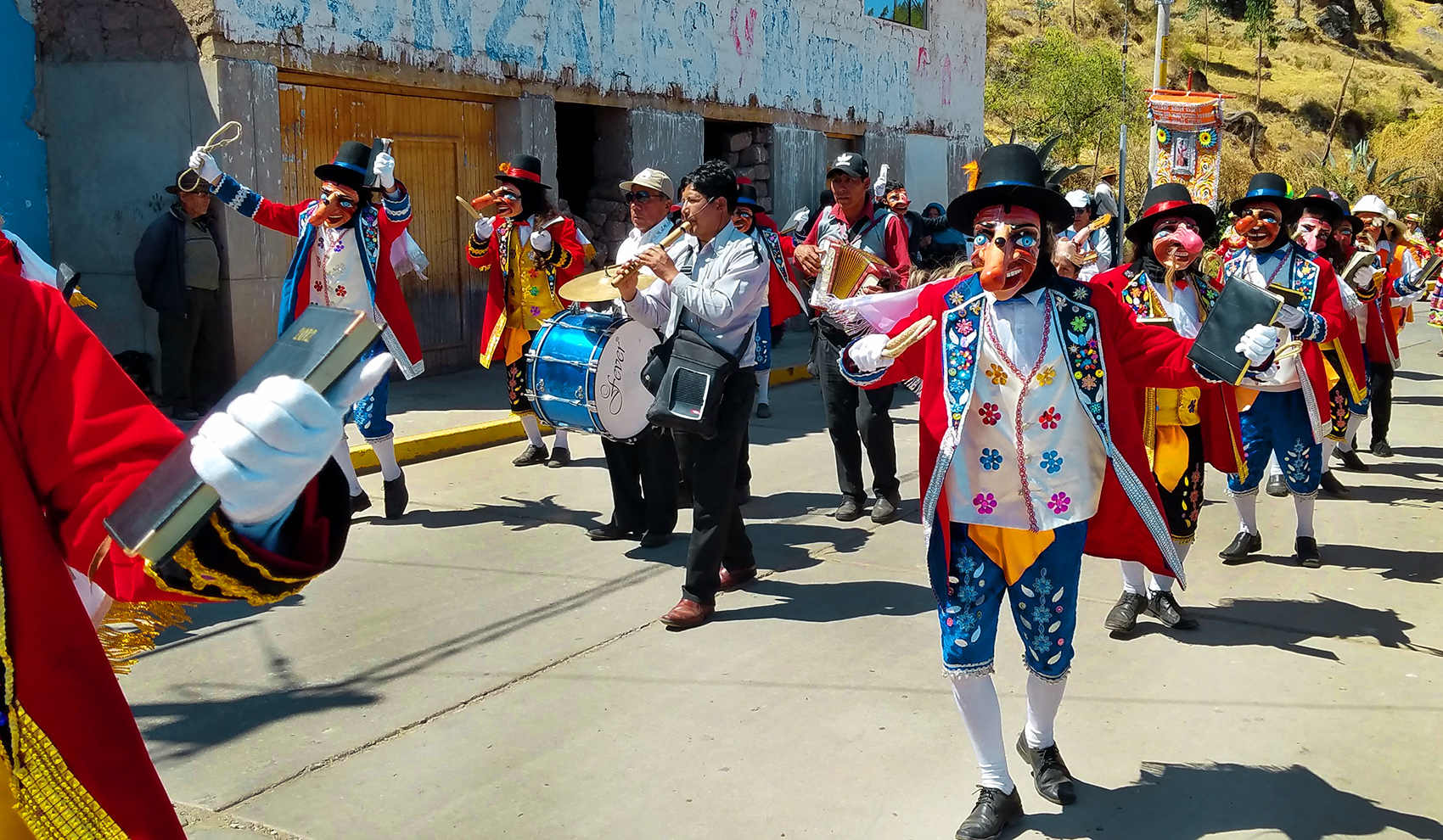
Siqllas Chinchaypujio danzas en Chinchaypujio

- Cchuchu: El más importante de todos los disfraces en los desfiles. Cchuchu fue, a diferencia de la mayoría de los demás, creado originalmente en Chinchaypujio. Fue inspirado por un sueño, en el cual la Santa Madre supuestamente pidió un baile que involucraba gestos temblorosos y cuero. Los bailarines de Cchuchu llevan ramas de sauce, se visten de blanco y tiemblan durante su ritual de baile.[8]
- Huayllascha: un baile de la era inca en el que hombres y mujeres solteros bailan con la esperanza de generar matrimonios entre ellos. Las mujeres usan múltiples mechones de cabello trenzado (similar a los trenzas abiertos), sombreros redondos y vestidos negros con acentos coloridos.
- Q'Apaq Negro: una danza de la época colonial, realizada principalmente por hombres, que recuerda el período de esclavitud de los afroperuanos. Cuenta con lugareños con sombreros redondos, bufandas alrededor de su cintura, pantalones azules, máscaras negras, guantes negros y pequeños cetros con manos negras. La danza simboliza tanto las luchas de la esclavitud; Sus adornos coloridos y piedras brillantes representan la fuerza de los negros en el Perú colonial que se liberan.[9]
- Saqras Chinchaypujio: Estos bailarines representan la corte de Lucifer; Entran a la fiesta por la noche con antorchas, simulando su llegada del infierno. Cuando se saca la estatua de la Virgen María en la procesión, los Saqras se cubren la cara para no hacer contacto visual, simbolizando el poder divino de María sobre las cortes del infierno. Las pelucas grandes y largas con cuernos de ciervo y coloridos atuendos de cuerpo completo con rayas verticales son típicos de este disfraz.

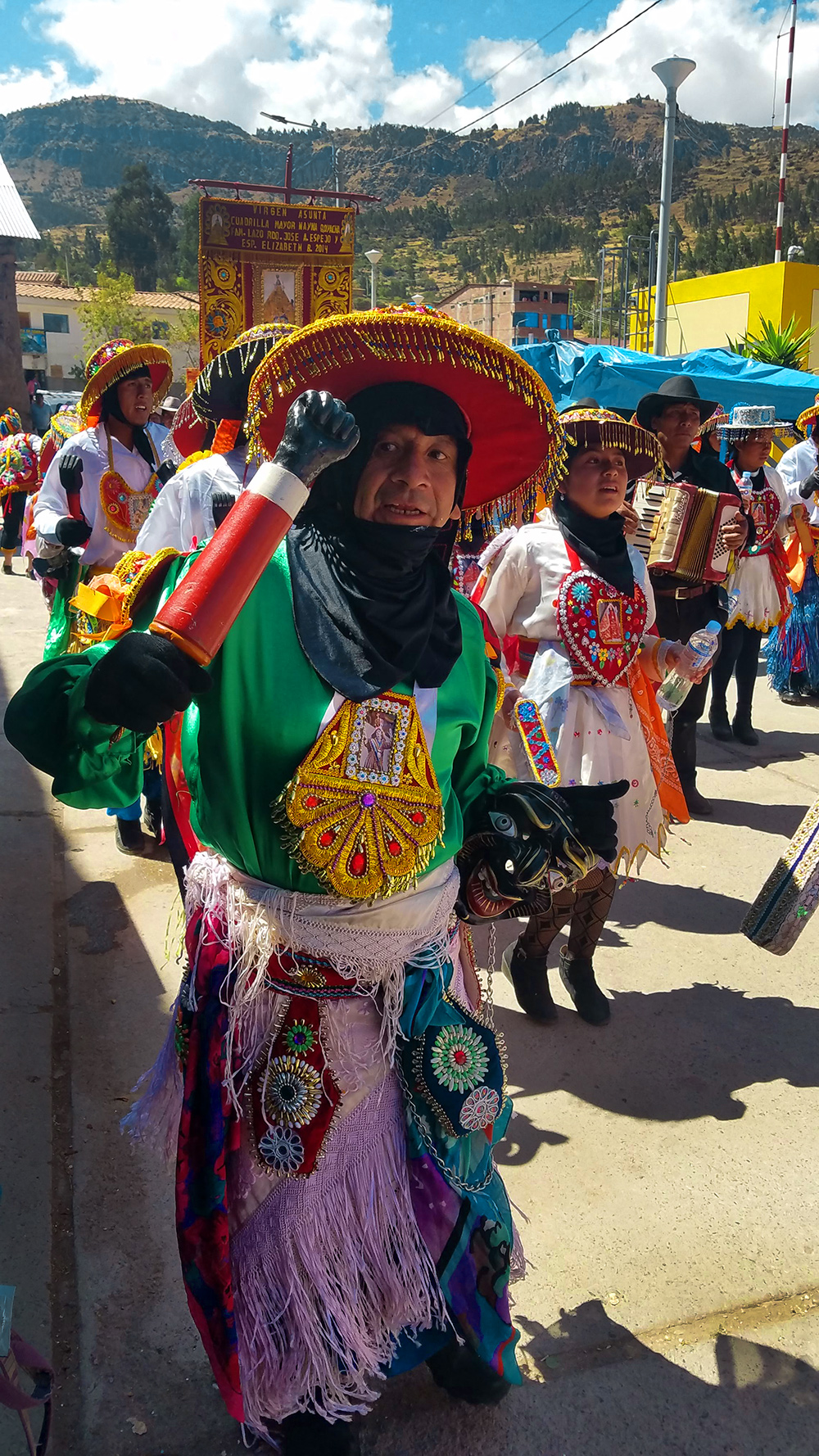
Q'apaq Negro y Negrillas danzas en la fiesta "Virgen Asunta"

- Negrillas: bailarinas que representan esclavas negras liberadas. Su baile es lento, una devoción simbólica al papel de la Virgen María en su liberación de la esclavitud. Los bailarines visten vestidos blancos con sombreros circulares y bufandas negras alrededor del cuello, pero no usan máscaras.
- Q'Apaq Qolla: estos bailarines representan el comercio histórico de queso, quinua y otros productos entre la región de Collao / Puno y la provincia de Anta, incluido Chinchaypujio. Este comercio resultó en prosperidad para ambos socios comerciales, por lo que el baile es un homenaje a la relación comercial entre las dos regiones. Los bailarines usan máscaras de tela blanca, bufandas verde-amarillas y grandes placas rojas en la espalda.
- Mollos Tinkus: Este baile solo se realiza en los meses de mayo a julio; Es un aspecto del fiesta de la cosecha del cultivo de papa en la región de Chinchaypujio. Aunque se inspira principalmente en la cosecha, la coreografía del baile presenta "movimientos de cadera divertidos y rítmicos" que simbolizan el agua y las relaciones sexuales de una manera alegre.[10] Las bailarinas usan faldas anchas que se hinchan durante los movimientos de baile, y están decoradas con artesanías horizontales, cosidas con colores.
- Wayna Q'Oyacha: Este baile es realizado por mujeres "Qoyachas" y hombres "Huaynas", todos solteros, demostrando y celebrando su voluntad de casarse. Las mujeres visten vestidos blancos y rosados, los hombres sombreros coloridos de estilo inca, máscaras salvajes y chalecos rojos. Este baile es popular en toda la región del Cuzco.

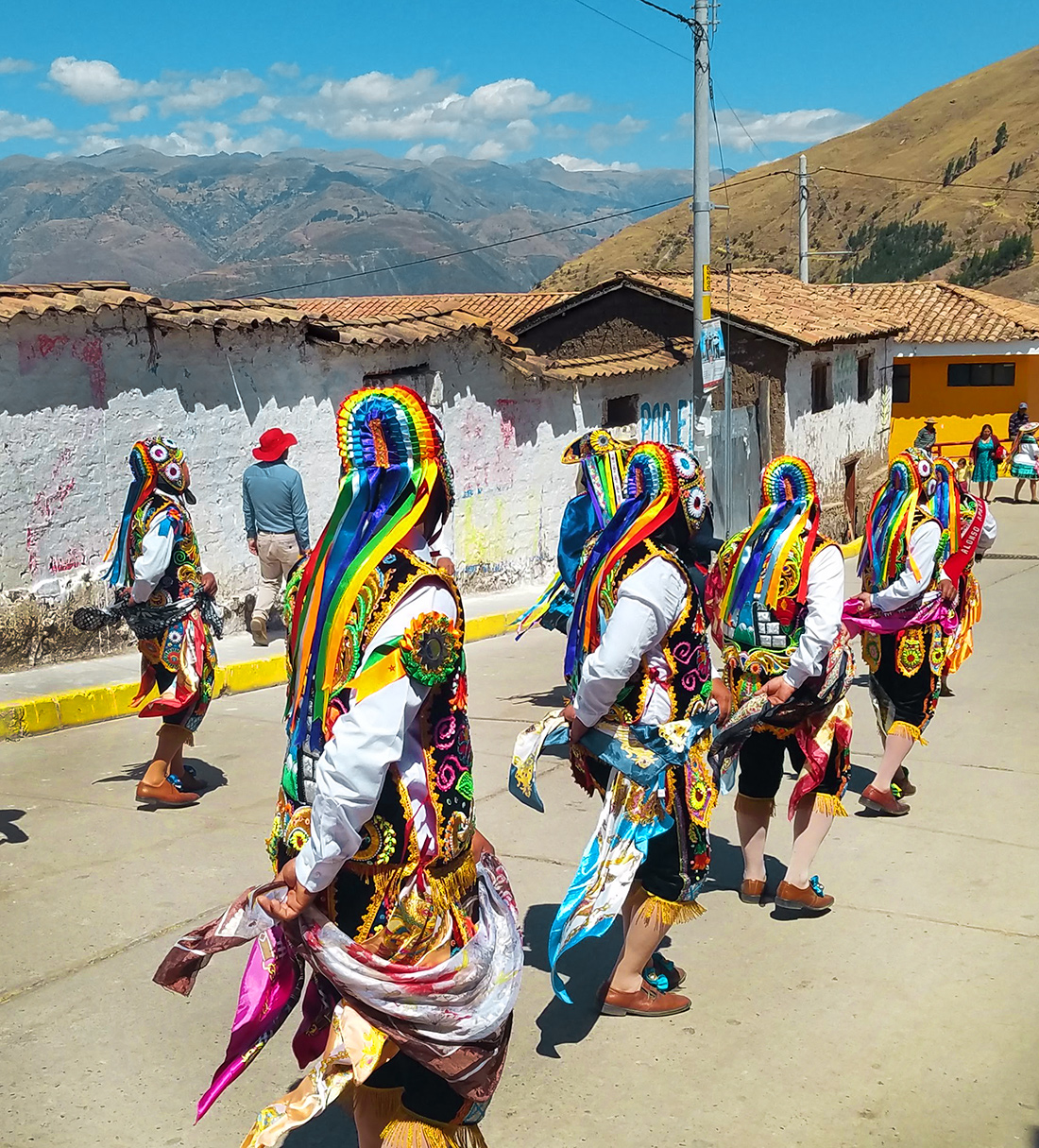
Contra Danzas en una desfile de Chinchaypujio

- Contra Danza: un baile de origen Virreinato del Perú. Parodia a la élite colonial que, en ese momento, rechazaría a los pueblos indígenas y mestizos de sus fiestas de salón de baile en ciudades más grandes como Cusco. El baile fue iniciado por granjeros que organizaron sus propias "contra danzas", literalmente, "Contra las danzas", en protesta por las élites españolas. Liderando el grupo de baile es una persona vestida de azul como un propietario de la época; otros bailarines usan bufandas rojas alrededor de sus caderas y pantalones coloridos.Los Coca Saruy danzas infantiles de grupo Terrala Cocasaru en Chinchaypujio después de un desfile

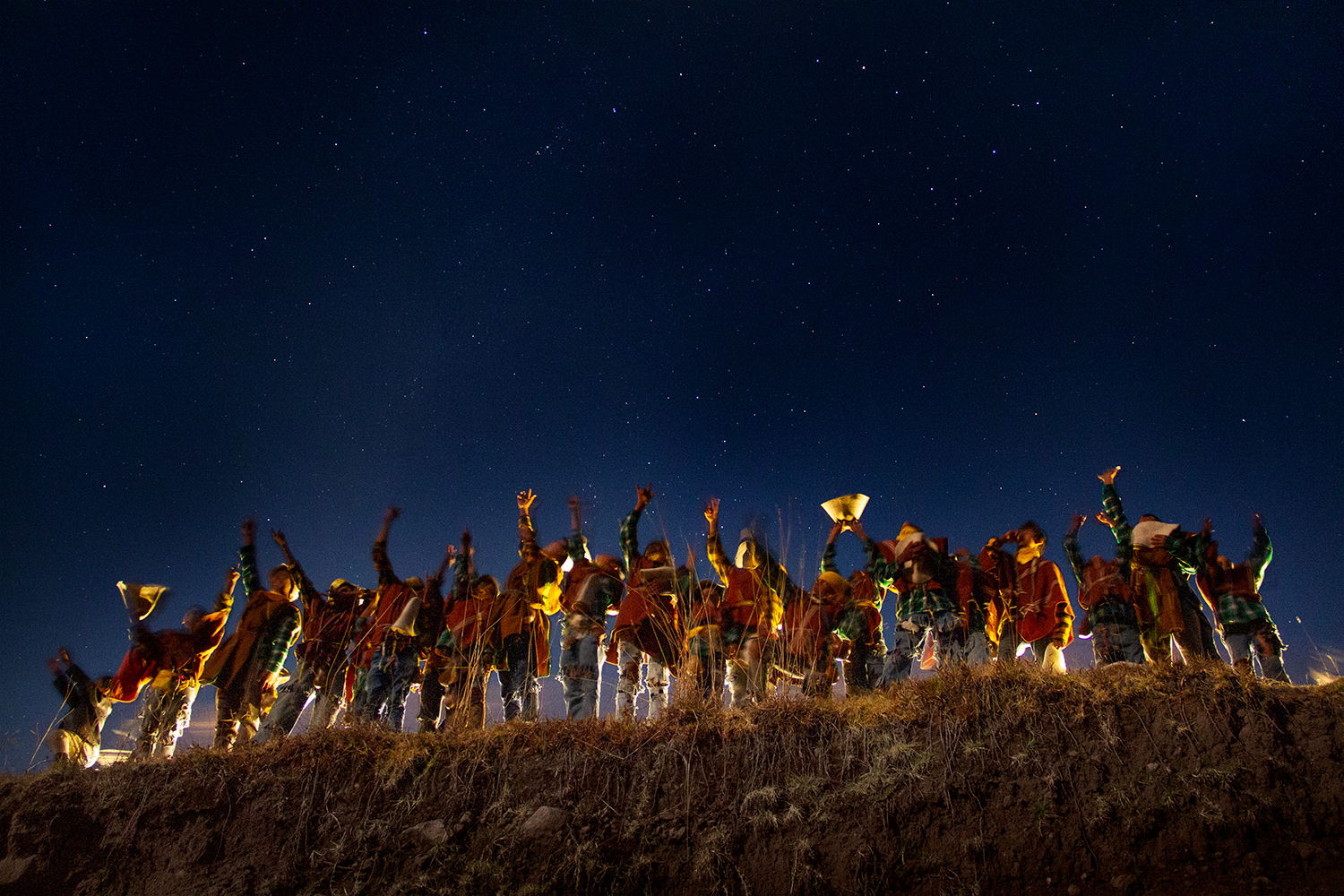
Los Coca Saruy danzas infantiles de grupo Terrala Cocasaru en Chinchaypujio después de un desfile

- Coca Saruy: este baile y vestuario de "regreso a casa" representa a campesinos esclavizados que se vieron obligados a mudarse de las montañas de los Andes a la selva peruana para trabajar en las plantaciones de coca. Sus pantalones están desgarrados para simbolizar el extenuante viaje de regreso a las tierras altas. La coreografía es alegre, ya que muchos de los trabajadores regresaron después de haber escapado, simplemente contentos de estar vivos. Al final de cada presentación de baile, todos los artistas caen al suelo, temblando violentamente, un monumento a los muchos que murieron de malaria y otras enfermedades tropicales durante su trabajo forzado. La compañía cuenta con una enfermera, un propietario de tierras y un general militar, ya que el Gobierno del Perú estuvo involucrado militarmente en la migración de los trabajadores de Coca. En Chinchaypujio, una compañía y coro de niños es parte de esta costumbre, la "Terrala Cocasaru". Los niños de esta compañía terminan el baile pidiendo un baile a las mujeres adultas, como un símbolo de la felicidad que sintieron los granjeros cuando pudieron reunirse con su comunidad. Los bailarines visten sombreros de fieltro blanco, camisas a cuadros y pantalones vaqueros rotos.
- Majeños Chinchaypujio: Estos bailarines satirizan a los borrachos de la región de Majes-Arequipa que llegaron a la región de Cusco con muchos productos, incluido licor. Los bailarines usan máscaras salvajes, sombreros blancos de ala ancha y chaquetas de cuero marrón. El baile es de origen mestizo-republicano.
- Siqllas Chinchaypujio: Los bailarines de esta tradición representan abogados corruptos, jueces y otros funcionarios del gobierno administrativo que ejercieron su poder de manera injusta contra los agricultores de la región. El baile es popular en la región de Cusco, y presenta bailarines enmascarados con sombreros negros de estilo colonial, trajes rojos o azules con espaldas blancas. Los bailarines golpean rítmicamente un libro negro con un pequeño látigo; el libro representa el Código Penal o la Biblia y es un símbolo por abusar de dichos escritos autorizados para castigar a la población rural pobre de manera corrupta. Algunas compañías también incluyen un administrativo de obra con un sombrero duro y un político con traje y corbata, que en su lugar abofetean pilas de billetes de dólar. El estilo de baile es alegre y satírico.
- Auqa Chileno: un baile inventado por los veteranos de guerra peruanos de la guerra del Pacífico, satirizando a sus oponentes chilenos. Los bailarines usan sombreros cónicos y máscaras de nariz grande.
- Runa Toro: Este baile ocurre principalmente en la plaza de toros, con múltiples humanos que fingen ser Toreros en una corrida de toros, y una persona con cuernos, que finge ser el toro. Llevan disfraces esponjosos y usan una manta estampada de estilo quechua como representación de la manta generalmente de colores brillantes utilizada en las corridas de toros reales. Este baile a menudo se realiza para abrir o cerrar una corrida de toros real.

Muchos de los disfraces en Chinchaypujio cuentan con zapatos con hebillas negras de corte corte, un comentario satírico sobre la aristocracia colonial.

### Festividades
- San Isidro.
- Virgen de la Asunción.
- Fiesta distrital

## Turismo
El entorno rural de Chinchaypujio ofrece turismo rural y turismo viviencial en Ocra y Paucarccoto a través de la iniciativa de la Escuela Quechua, así como trekking en las montañas, rafting en el río Apurimac y experiencias locales auténticas que incluyen el pastoreo de ganado. Los domingos, el Mercado Ferial en Chinchaypujio atrae a multitudes de todo el distrito y hasta Cusco, que ofrece alimentos y productos locales. El distrito también alberga los sitios arqueológicos del Imperio Inca de Qollmay y Pumawasi; La ciudad de Chinchaypujio contiene el sitio arqueológico Incahuasi.

Múltiples eventos anuales dan lugar a festividades en todo el distrito, celebradas principalmente en la capital del distrito, Chinchaypujio. El festival más grande es una celebración de 4 días a mediados de agosto en honor a la Asunción de María, "Virgen Asunta de Chinchaypujio".. Esta festividad incluye bailes, fiestas, desfiles, un pequeño festival de música y recibe invitados de todo el Perú, muchos de los cuales son personas que se mudaron de Chinchaypujio después de la escuela secundaria y regresan para la festividad y las reuniones familiares.

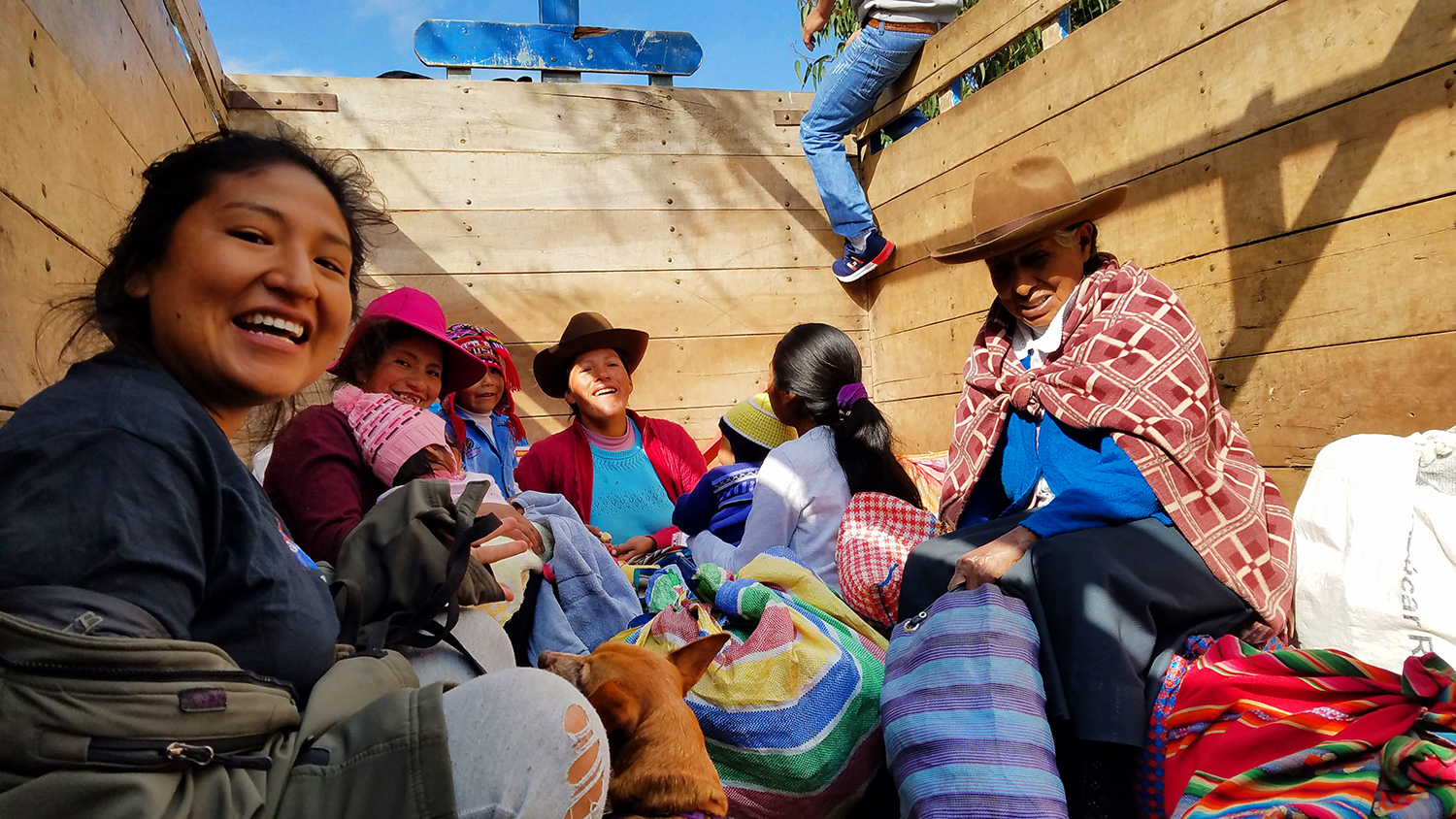
Los lugareños y un voluntario transportando mercancías en un camión de ganado al mercado de Chinchaypujio
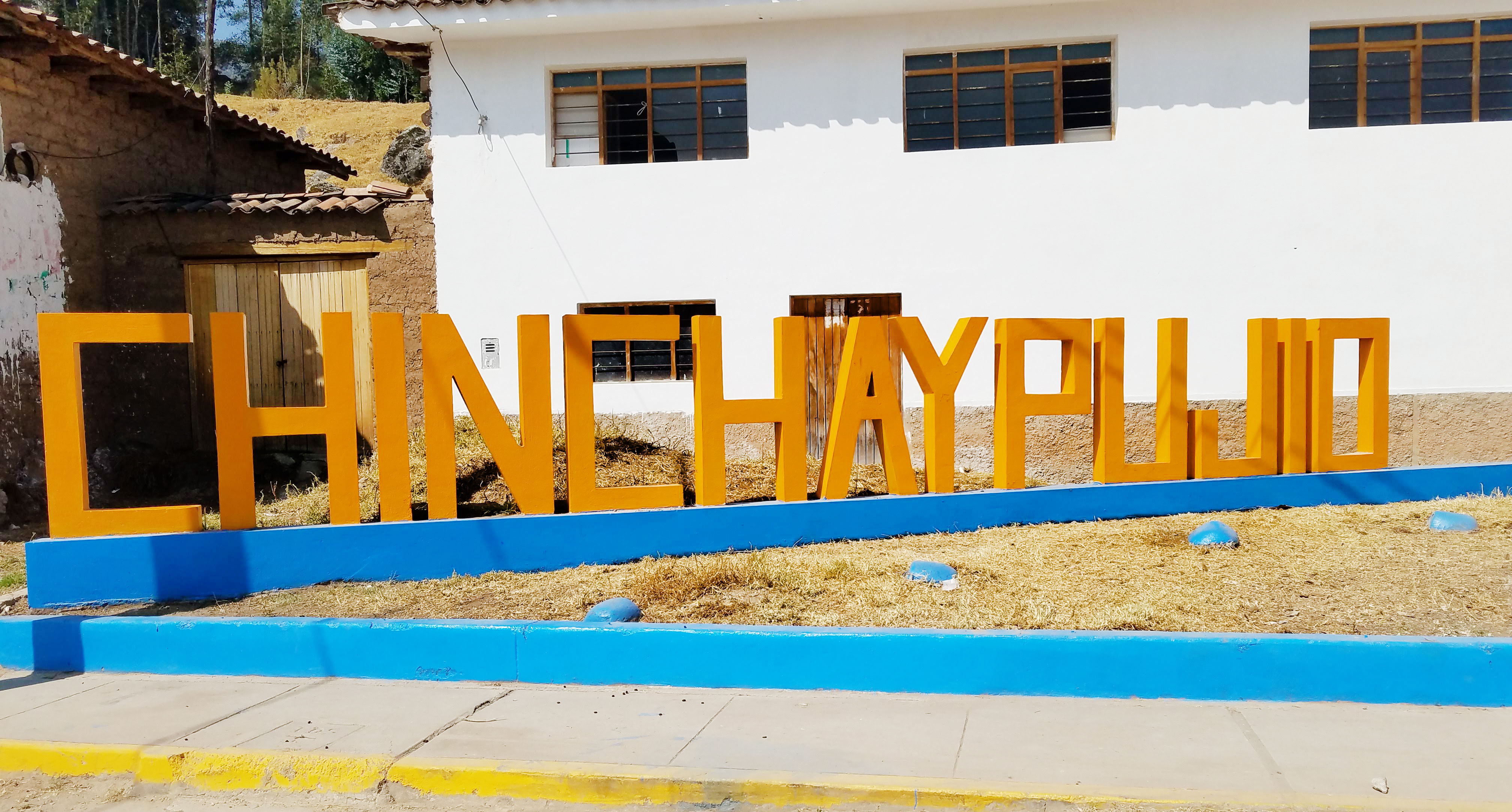
Chinchaypujio Signo de la ciudad.
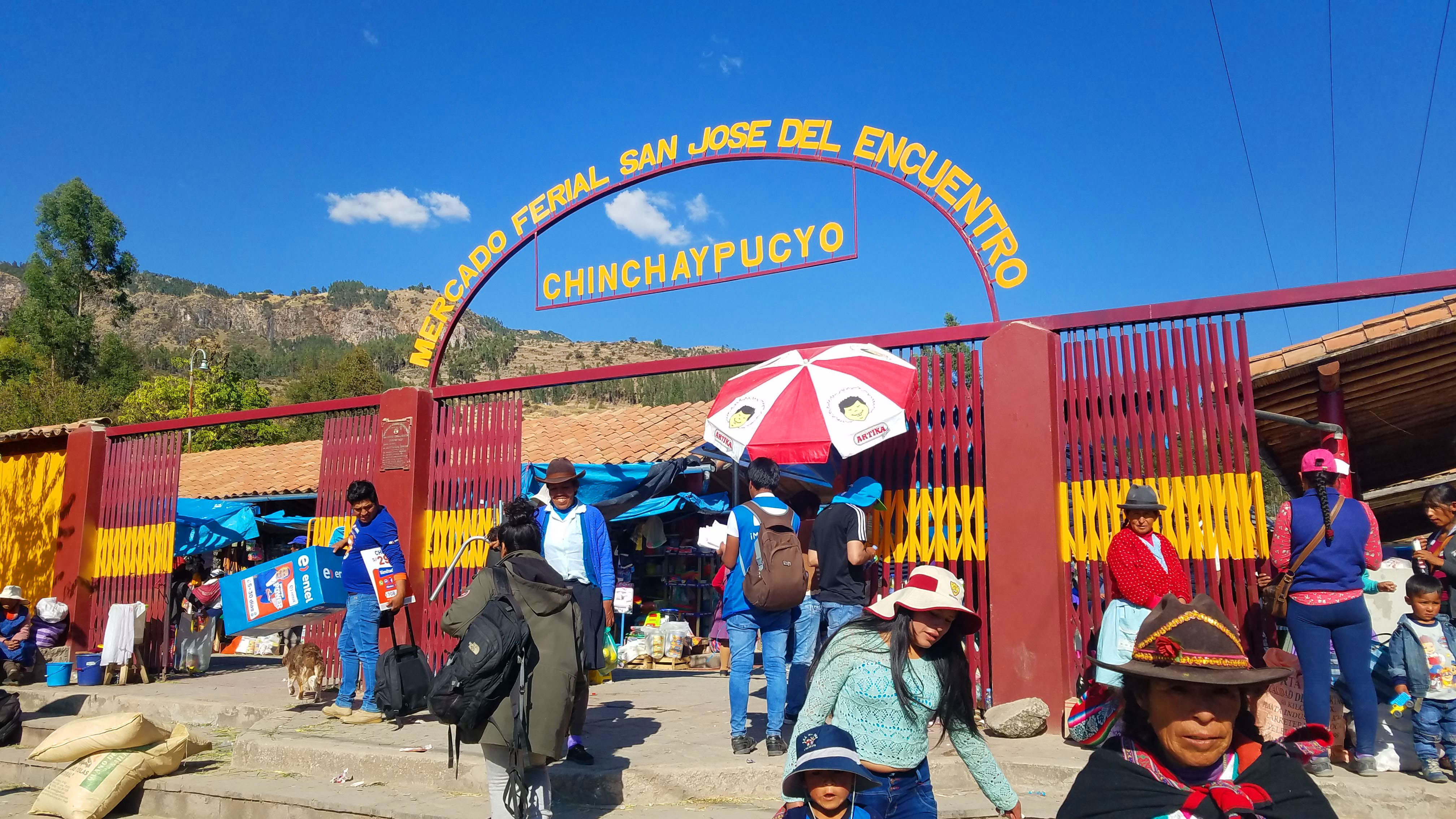
Entrada al mercado Ferial San José del Encuentro en Chinchaypujio.
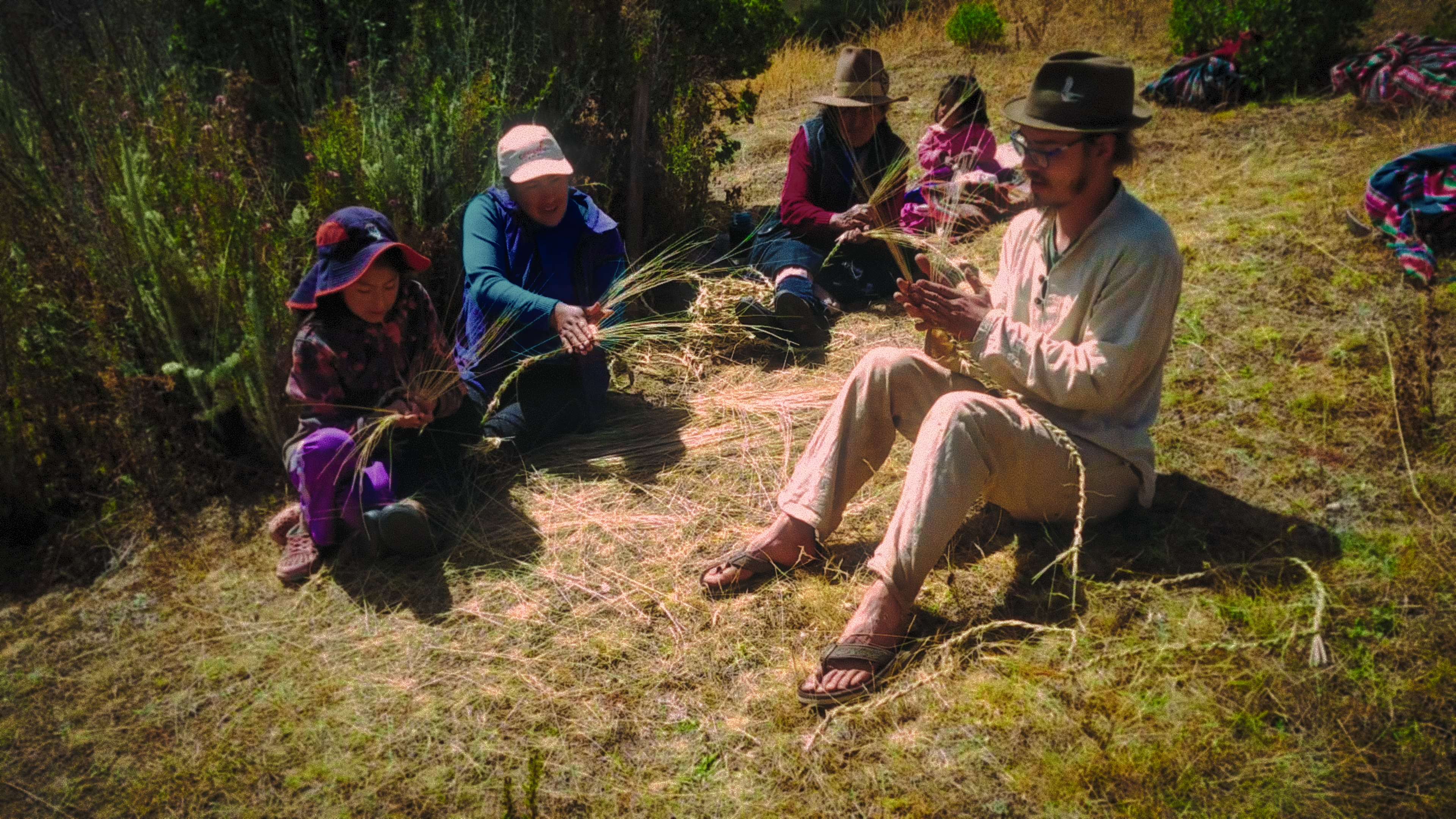
Voluntarios aprendiendo a construir una cuerda hecha a mano de hierba
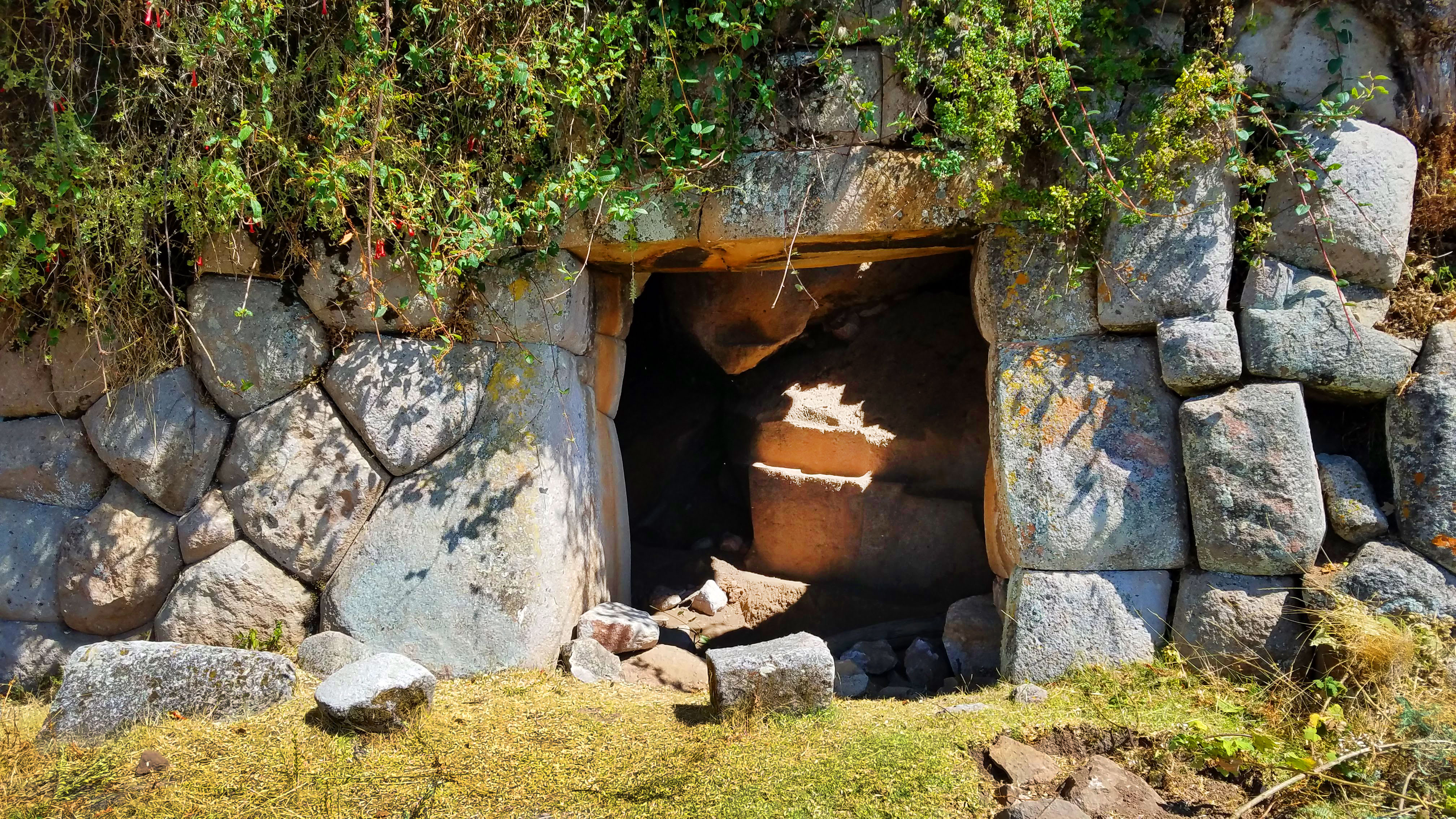
Un templo en Qollmay ruinas.
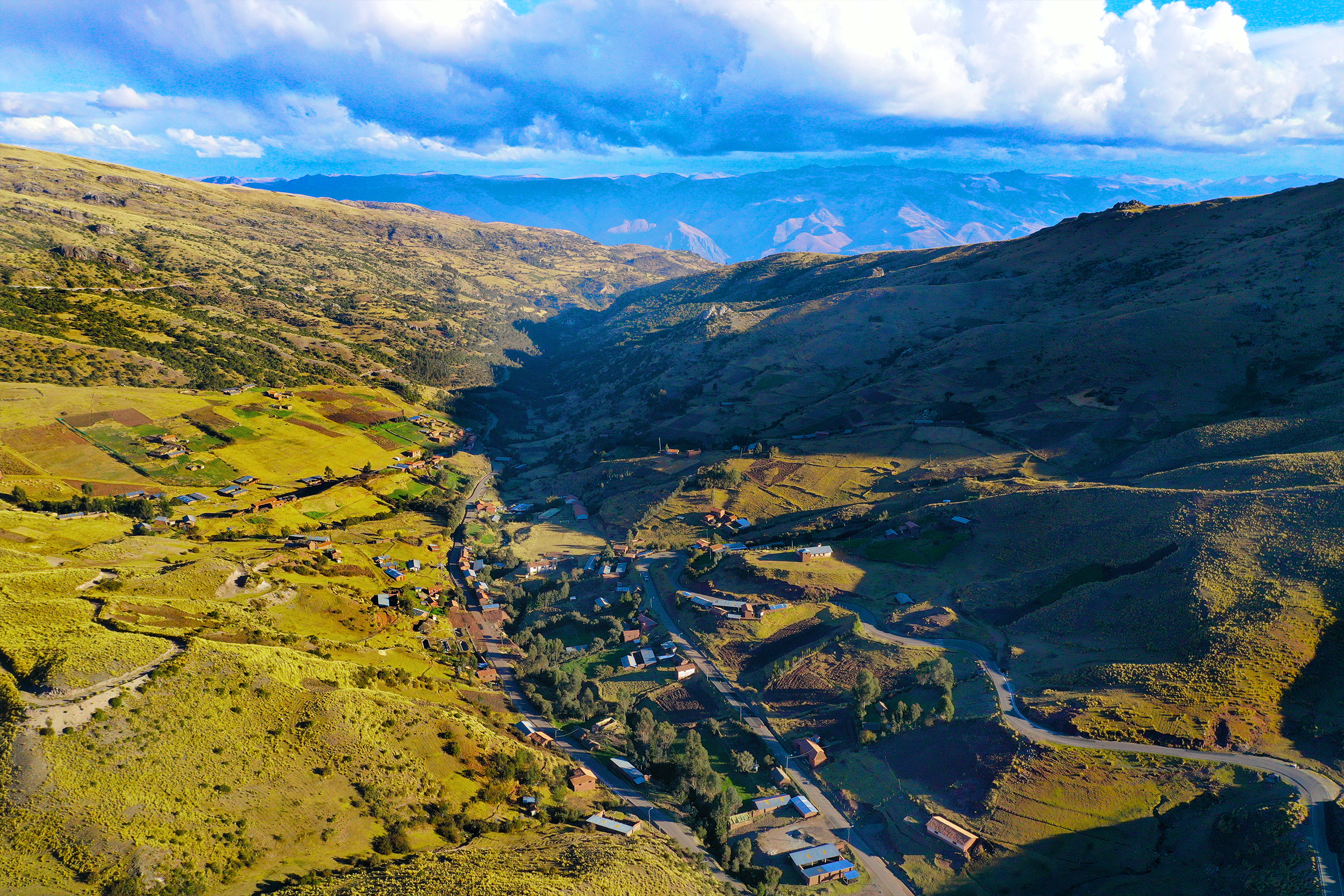
Vista aérea de la ciudad de Ocra, ubicada dentro del distrito de Chinchaypujio.
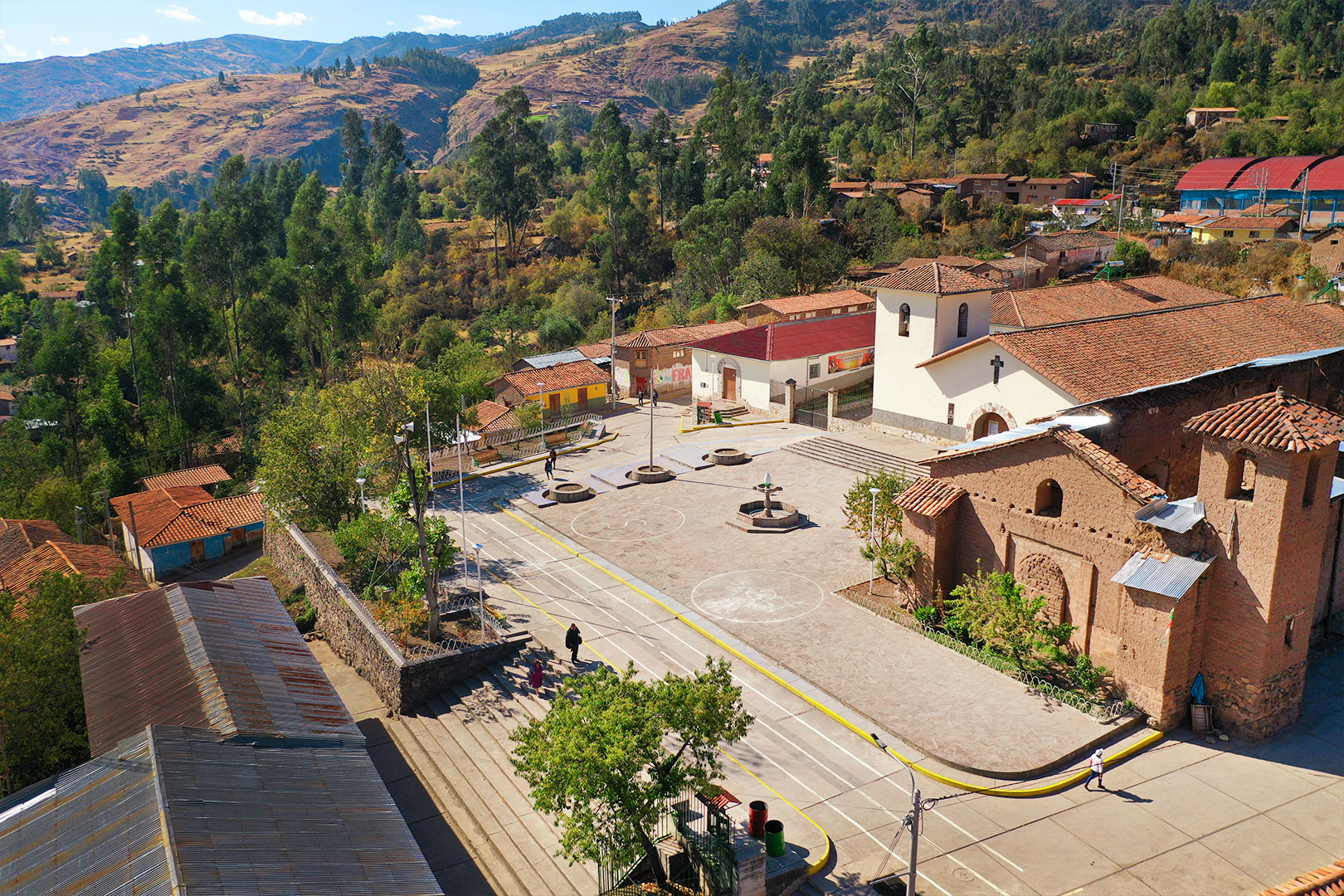
Plaza des Armas en Chinchaypujio.
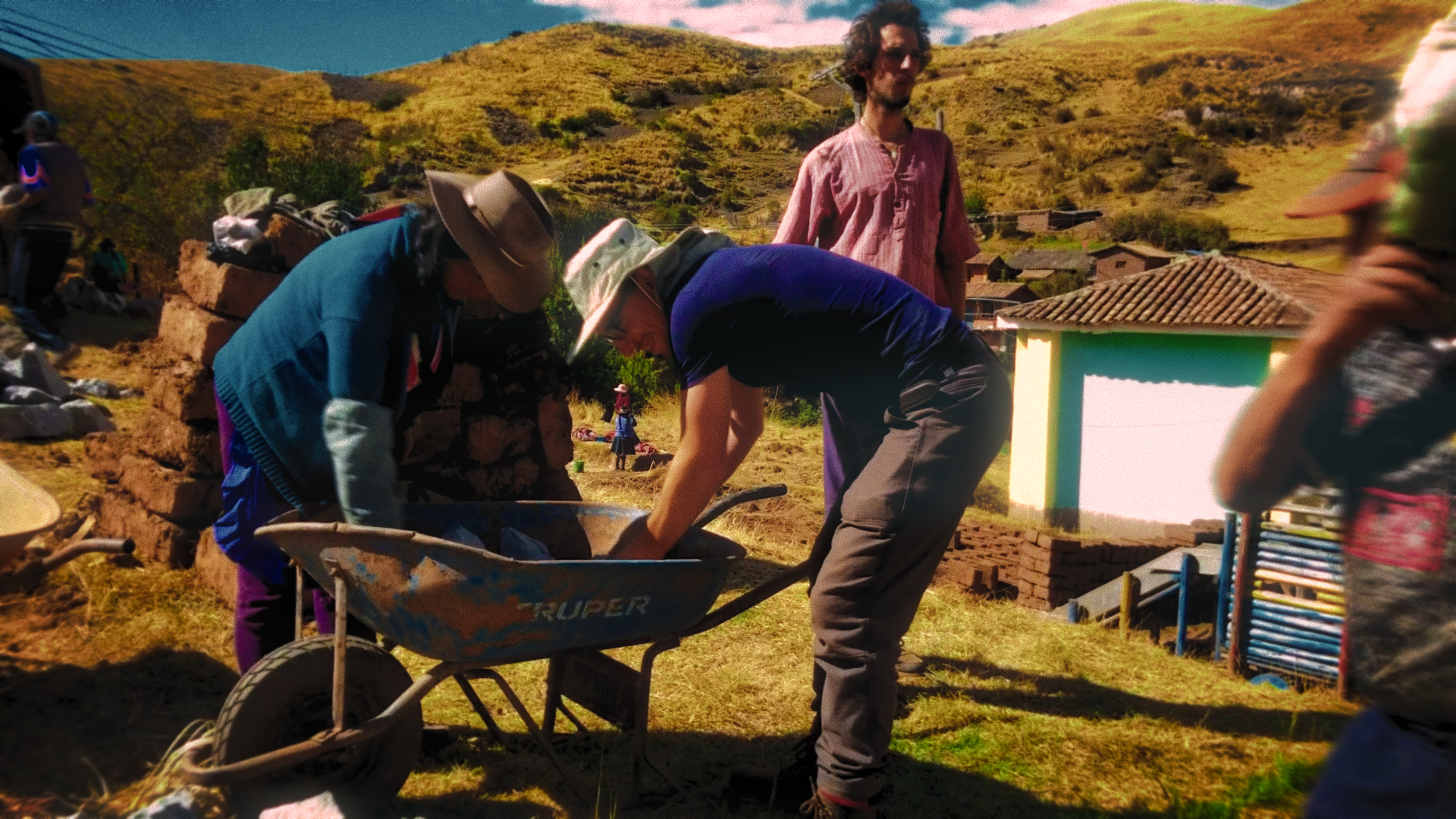
Construcción de una cocina para la communidad de Ocra.

## Clima
Los inviernos de Chinchaypujio (mayo-agosto) son suaves y secos, sus veranos (noviembre-febrero) son ligeramente más cálidos y mucho más húmedos con 162 mm de lluvia, como es habitual en esta región. Las noches pueden caer por debajo del punto de congelación en el invierno.  Sin embargo, las temperaturas varían mucho en todo el distrito, debido a su altitud que se extiende entre el norte (montañas) y el sur (la cuenca del río Apurímac).
| Parámetros climáticos promedio de Chinchaypujio, Perú | Parámetros climáticos promedio de Chinchaypujio, Perú | Parámetros climáticos promedio de Chinchaypujio, Perú | Parámetros climáticos promedio de Chinchaypujio, Perú | Parámetros climáticos promedio de Chinchaypujio, Perú | Parámetros climáticos promedio de Chinchaypujio, Perú | Parámetros climáticos promedio de Chinchaypujio, Perú | Parámetros climáticos promedio de Chinchaypujio, Perú | Parámetros climáticos promedio de Chinchaypujio, Perú | Parámetros climáticos promedio de Chinchaypujio, Perú | Parámetros climáticos promedio de Chinchaypujio, Perú | Parámetros climáticos promedio de Chinchaypujio, Perú | Parámetros climáticos promedio de Chinchaypujio, Perú | Parámetros climáticos promedio de Chinchaypujio, Perú |
| Mes                                                   | Ene.                                                  | Feb.                                                  | Mar.                                                  | Abr.                                                  | May.                                                  | Jun.                                                  | Jul.                                                  | Ago.                                                  | Sep.                                                  | Oct.                                                  | Nov.                                                  | Dic.                                                  | Anual                                                 |
| ----------------------------------------------------- | ----------------------------------------------------- | ----------------------------------------------------- | ----------------------------------------------------- | ----------------------------------------------------- | ----------------------------------------------------- | ----------------------------------------------------- | ----------------------------------------------------- | ----------------------------------------------------- | ----------------------------------------------------- | ----------------------------------------------------- | ----------------------------------------------------- | ----------------------------------------------------- | ----------------------------------------------------- |
| Temp. máx. media (°C)                                 | 19.7                                                  | 19.4                                                  | 19.6                                                  | 20.2                                                  | 20.1                                                  | 19.6                                                  | 19.4                                                  | 20.5                                                  | 20.3                                                  | 21.8                                                  | 21.4                                                  | 20.1                                                  | 21.8                                                  |
| Temp. media (°C)                                      | 13                                                    | 13                                                    | 13                                                    | 12.7                                                  | 11.8                                                  | 10.5                                                  | 10.4                                                  | 11.3                                                  | 12.3                                                  | 13.8                                                  | 13.7                                                  | 13.2                                                  | 12.4                                                  |
| Temp. mín. media (°C)                                 | 6.4                                                   | 6.6                                                   | 6.4                                                   | 5.3                                                   | 3.5                                                   | 1.5                                                   | 1.4                                                   | 2.1                                                   | 4.4                                                   | 5.8                                                   | 6.1                                                   | 6.4                                                   | 4.7                                                   |
| Lluvias (mm)                                          | 162                                                   | 123                                                   | 108                                                   | 44                                                    | 5                                                     | 3                                                     | 4                                                     | 9                                                     | 26                                                    | 50                                                    | 84                                                    | 116                                                   | 734                                                   |
| Fuente: Climate-Data.org                              |                                                       |                                                       |                                                       |                                                       |                                                       |                                                       |                                                       |                                                       |                                                       |                                                       |                                                       |                                                       |                                                       |

## Grupos étnicos
Las personas en el distrito son principalmente ciudadanos indígenas de ascendencia quechua. El quechua es el idioma que la mayoría de la población (91.85 %) aprendió a hablar en la infancia, el 7.95 % de los residentes comenzó a hablar en español (censo peruano de 2007).

## Autoridades

### Municipales
- 2015-2018[17]
  - Alcalde: [[]], de Restauración Nacional.
  - Regidores: Alfredo Chacón Huaycochea (APU), Rodolfo Pallardel Valdez (APU), Zoila Huaycochea Nahuincamascca (APU), Lucio Huallpayunca Sacsahuillca (APU), Simeón Chávez Carbajal (Movimiento Tierra y Libertad).
- 2023-2026
  - Alcalde: Cesar Lopez Camero

### Religiosas
- Párroco de San Antonio Abad: In Solidum.

### Policiales
- Comisario: SB PNP Walter Bustinza Carrasco